# حمى الصحراء
حمى الوادي أو الفطار الكرواني أو داء بوسادا-فيرنيكه (بالإنجليزية: Coccidyoumicosis)‏ معروفة كذلك بِحُمَّى الوادي، حُمَّى سان جوكين فالي، حُمَّى وادي كاليفورنيا.
وهو مرض فطري غير خطير يشبه الإنفلونزا ونادراً مايكون مميتاً ويعطى مناعة دائمة لمن اصيب به ذات مرة وهو يعرف باسم الفطور الكرواتية أو الكوكسيدية وهو مرض مستوطن في بعض أجزاء أريزونا، كاليفورنيا، نيفادا، نيو مكسيكو، تكساس، يوتاه وشمال غرب المكسيك.
الكروانية اللدودة نوع من الفطريات الترممية ثنائية الشكل التي تنمو على شكل غزل فطري في التربة وتنتج شكل كرية في جسم العائل. تتواجد في التربة في أجزاء معينة من جنوب غرب الولايات المتحدة، ولا سيما في كاليفورنيا وأريزونا. توجد أيضًا في شمال المكسيك وأجزاء من أمريكا الوسطى والجنوبية. تكون الكروانية اللدودة خاملة أثناء فترات الجفاف الطويلة، ثم تتطور كعفن مع خيوط طويلة تنفصل إلى أبواغ محمولة في الهواء عندما تمطر. تنتشر الأبواغ، المعروفة باسم الغبيرات المفصلية، في الهواء عن طريق تفكيك سطح التربة، كما في أثناء البناء أو الزراعة أو عند حدوث زلزال. قد تسبب العواصف أيضًا انتشار الأوبئة بعيدًا عن المناطق الموبوءة. في ديسمبر عام 1977، أدت عاصفة في منطقة موبوءة حول أرفين، كاليفورنيا إلى انتشار الوباء وإصابة عدة مئات من الأشخاص، بما في ذلك الوفيات، في مناطق غير موبوءة على بعد مئات الأميال.
تعد حمى الصحراء سببًا شائعًا لذات الرئة المكتسب من المجتمع في المناطق الموبوءة في الولايات المتحدة. تحدث العدوى عادةً نتيجة استنشاق الغبيرات المفصلية بعد تفكيك التربة. يعد مرضًا غير معدٍ. في بعض الحالات، قد تتكرر العدوى أو تصبح مزمنة.

## العلامات والأعراض
تشير التقديرات إلى أن 60% من المصابين بالفطريات المسؤولة عن حمى الصحراء لديهم أعراض خفيفة أو معدومة، بينما يكون لدى 40% من المصابين مجموعة من الأعراض السريرية المحتملة. لدى الأشخاص الذين تظهر عليهم الأعراض، تكون العدوى الأولية في أغلب الأحيان تنفسية، إذ تشبه الأعراض أعراض التهاب القصبات أو ذات الرئة التي تزول خلال بضعة أسابيع. في المناطق الموبوءة، تكون حمى الصحراء مسؤولة عن 20% من حالات ذات الرئة المكتسب من المجتمع. تشمل علامات وأعراض حمى الصحراء شعور عميق بالتعب وحمى وسعال وصداع وطفح جلدي وآلام عضلات وآلام مفاصل. يمكن أن يستمر الإعياء لعدة أشهر بعد الإصابة الأولية. يشمل الثالوث الكلاسيكي المميز لحمى الصحراء المعروفة باسم «روماتزم الصحراء» مزيجًا من الحمى وآلام المفاصل والحمامى العقدية.
3-5% من المصابين لا يتعافون من العدوى الحادة الأولية ويصابون بعدوى مزمنة. يمكن أن يأخذ المرض شكل عدوى رئوية مزمنة أو عدوى منتشرة على نطاق واسع (تؤثر على الأنسجة المبطنة للدماغ والأنسجة الرخوة والمفاصل والعظام). العدوى المزمنة هي المسؤولة عن معظم الإمراضية والوفيات. يتجلى المرض الليفي الجوفي المزمن في السعال والبلغم والحمى والتعرق الليلي وفقدان الوزن. قد يحدث التهاب العظم والنقي، بما في ذلك إصابة العمود الفقري، والتهاب السحايا بعد شهور إلى سنوات من الإصابة الأولية. قد تتطور أمراض الرئة الحادة لدى المصابين بفيروس العوز المناعي البشري.

### المضاعفات
قد تحدث مضاعفات خطيرة لدى المرضى الذين يعانون من ضعف جهاز المناعة، بما في ذلك الالتهاب الرئوي الحاد مع فشل الجهاز التنفسي والناسور القصبي الجنبي الذي يتطلب الاستئصال وحبيبومات الرئة والشكل المنتشر، إذ تنتشر العدوى في جميع أنحاء الجسم. يمكن أن يؤدي الشكل المنتشر من حمى الصحراء إلى إنهاك الجسم وتشكيل تقرحات جلدية وخراجات وآفات عظمية وتورم في المفاصل مع ألم شديد والتهاب القلب وأمراض الجهاز البولي والتهاب بطانة الدماغ، ما قد يؤدي إلى الموت.

## التشخيص
العدوى الفطرية يمكن أن يتم الكشف عنها بالكشف المجهريِ من الخلايا التشخيصية في سوائلِ الجسم ونسيج فحص العينة واللعاب. وتكون اعراضها حمى معتدلة نسبياً مصحوبة بسعال وآلام مختلفة وفي بعض الأحيان يصاحبها طفح جلدي يشبه إلى حد ما طفح مرض الحصبة. وإذا ماسرى المرض إلى أعضاء أخرى من الجسم فإنه من المتوقع حدوث حمى شديدة الارتفاع مصحوبة بدرجة متناهية من الضعف العام وتحدث الوفاة في الحالات الشديدة فقط. ويصاب عادة بهذا المرض العمال الذين يشتغلون في العراء. ويشخص مرض حمى الصحراء بواسطة فحص الدم والجلد والاشعة السينية

## العلاج
الحالات المعتدلة في أغلب الأحيان لا تتطلّب معالجة. وقد اثبت عقار (الانفوتريسين ب) فعاليته في علاج الحالات الشديدة.